# Suta döggomba
A suta döggomba (Entoloma byssisedum) a döggombafélék családjába tartozó, Európában honos, lomberdőkben élő, nem ehető gombafaj.

## Megjelenése

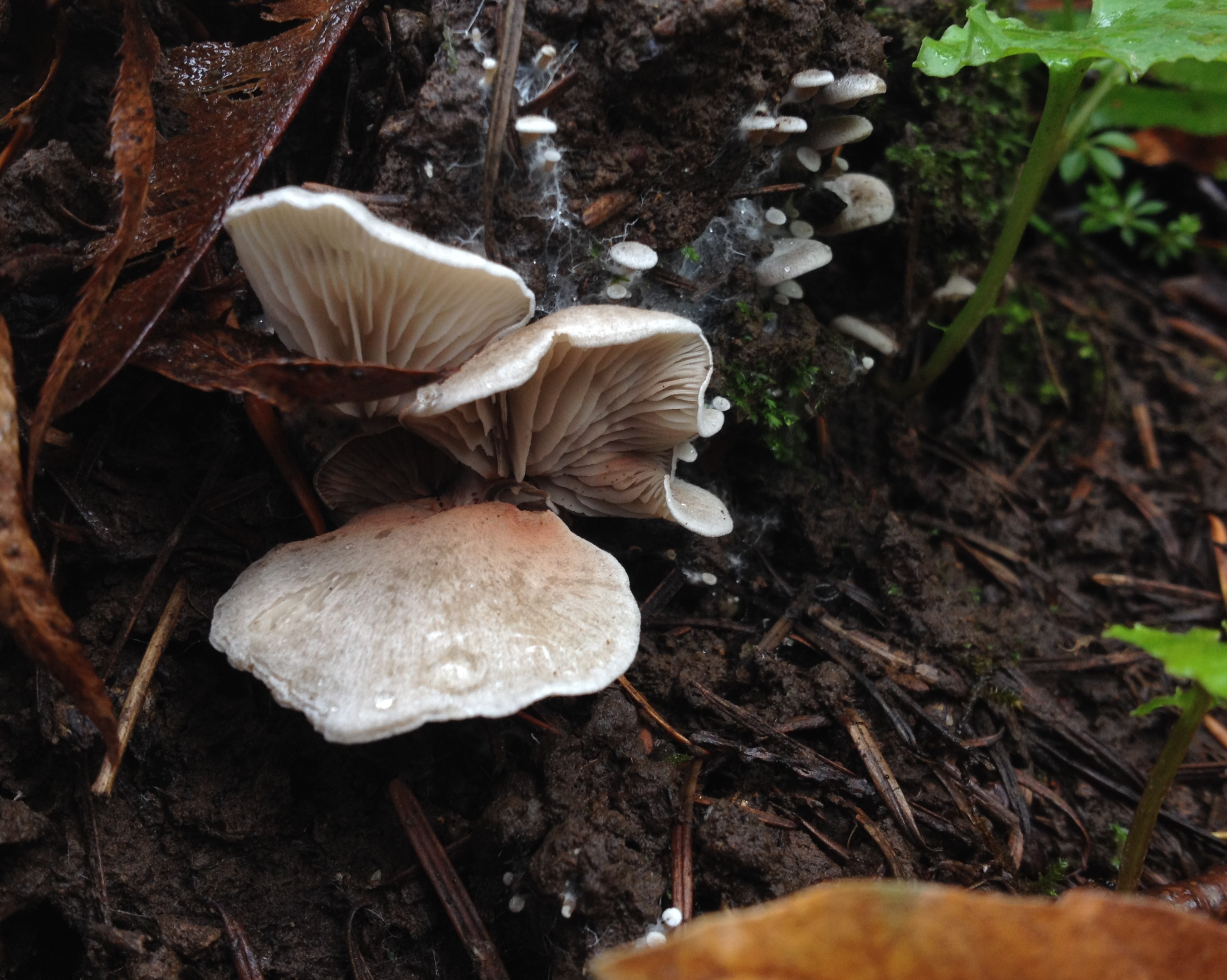

A suta döggomba kalapja 0,5-7,5 cm széles, legyező vagy lapát alakú. Felszíne matt vagy kissé fényes, selymes. Színe eleinte sötétbarna, majd barnásnarancs, barna, halványbarna, néha kissé zónázott. Széle fiatalon kissé begöngyölt, majd egyenes, idősen szabálytalanul hullámos lehet; nedvesen áttetszően bordás. 
Húsa igen vékony, törékeny, színe szürkésbarna. Szaga és íze lisztre emlékeztet. 
Vastag, ritkás lemezei tönkhöz nőttek vagy kissé lefutók. Színük fehéres, szürkés, szürkésbarnás, idősen rózsás, hússzínű árnyalattal. 
Tönkje 0,3-0,8 cm magas és 0,15-0,4 cm vastag, eléggé csökevényes, hiányozhat is. Fiatalon a kalap közepéhez csatlakozik, majd helyzete fokozatosan excentrikussá válik. Felszíne sűrűn benőtten szálas. Színe halvány szürkésbarna. Tövéhez pókhálószerű micélium kapcsolódik.
Spórapora rózsásbarna. Spórája meggyúlt ovális alakú, a tengely felől szabálytalanul szögletes, mérete 7,5-12 x 5,5-8 µm.

### Hasonló fajok
A fehér áldücskőgomba, a ritkalemezű kacskagomba, a változékony kacskagomba hasonlít hozzá.

## Elterjedése és termőhelye
Európában, Észak-Amerikában és Ausztráliában honos. 
Korhadó fatörzseken, növényi törmeléken, bomló szerves anyagokon él, általában nedves, árnyas körülmények között. Júliustól októberig terem. 
Nem ehető. 